# Paracantopterigis
Els paracantopterigis (Paracanthopterygii) són un superordre de peixos de la classe dels actinopterigis.

## Particularitats
Aquest superordre de peixos inclou una gran varietat d'espècies morfològicament molt diferents entre si, com el bacallà o el rap.

## Classificació
Segons ITIS, aquest superordre és subdivideix de la següent forma:
Superordre Paracanthopterygii
- Ordre Batrachoidiformes
  - Família Batrachoididae
- Ordre Gadiformes
  - Família Bregmacerotidae
  - Família Euclichthyidae
  - Família Gadidae
  - Família Macrouridae
  - Família Melanonidae
  - Família Merlucciidae
  - Família Moridae
  - Família Muraenolepididae
- Ordre Lophiiformes
  - Subordre Antennarioidei
    - Família Antennariidae
    - Família Brachionichthyidae

  - Subordre Lophioidei
    - Família Lophiidae

  - Subordre Ogcocephalioidei
    - Superfamília Ceratioidea
      - Família Caulophrynidae
      - Família Centrophrynidae
      - Família Ceratiidae
      - Família Diceratiidae
      - Família Gigantactinidae
      - Família Himantolophidae
      - Família Linophrynidae
      - Família Melanocetidae
      - Família Neoceratiidae
      - Família Oneirodidae
      - Família Thaumatichthyidae

    - Superfamília Chaunacioidea
      - Família Chaunacidae

    - Superfamília Ogcocephalioidea
      - Família Ogcocephalidae
- Ordre Ophidiiformes
  - Subordre Bythitoidei
    - Família Aphyonidae
    - Família Bythitidae
    - incertae sedis
      - Família Parabrotulidae

  - Subordre Ophidioidei
    - Família Carapidae
    - Família Ophidiidae
- Ordre Percopsiformes
  - Subordre Aphredoderoidei
    - Família Amblyopsidae
    - Família Aphredoderidae

  - Subordre Percopsoidei
    - Família Percopsidae